# Valencia Plaza
Valencia Plaza és un periòdic digital valencià en castellà, tot i que amb articles en valencià, amb informació de tipus econòmica i borsària principalment, així com informació sobre l'actualitat política, social i cultural, sempre des d'una perspectiva valenciana. Té una capçalera centrada en Alacant anomenada Alicante Plaza des del 2016, una centrada a Castelló, anomenada Castellón Plaza, des del 2018, i una centrada a la Regió de Múrcia des del 2019, anomenada Murcia Plaza.
El periòdic naix el febrer de 2010 amb el suport d'un reduït grup d'inversors valencians encapçalats per Enrique Lucas Romaní i un grup de redactors i col·laboradors dirigits inicialment pel periodista Cruz Sierra. ValenciaPlaza naix com un mitjà econòmic, però arran de la desfeta del sistema financer valencià, centra el seu focus informatiu en l'actualitat valenciana. A partir de 2011 comença a centrar-se en informació cultural i esportiva amb capçaleres paral·leles (Culturplaza, Plaza Deportiva, Guía Hedonista i 5 Barricas). A més del web, també edita per mitjans impresos el seu Anuari Valencia Plaza i altres productes informatius vinculats als diferents sectors econòmics i empresarials de la Comunitat Valenciana.
Des de novembre de 2014 publica una revista en paper, Plaza. Des de 2017 publica conjuntament amb Llibres de la Drassana la revista literària Lletraferit. A més, ha col·laborat amb mitjans com Mètode.
Des d'abril de 2015 el director de Valencia Plaza és el periodista Javier Alfonso.
Valencia Plaza i la resta de capçaleres són productes informatius d'Ediciones Plaza SA.

## 99.9 Plaza Ràdio
El 9 d'octubre del 2019 es van iniciar les emissions de Plaza Ràdio, propietat d'aquest diari digital, al 101.5 de l'FM a la demarcació de València i, en freqüència compartida amb Ràdio Esport, al 91.4 de l'FM, amb espais en valencià i castellà. El lema de la ràdio és La voz de Valencia Plaza.
El 27 d'abril de 2021 a les 20:00 hores es va estrenar Plaza 4.0, que també es pot seguir a la televisió privada valenciana La 8 Mediterráneo.
El 20 de setembre del 2021 la ràdio valenciana 99.9, amb cobertura entre el Desert de les Palmes i el Montgó, i Plaza Ràdio es fusionen i formen l'emissora 99.9 Plaza Ràdio, amb espais en valencià i en castellà, deixant lliure la freqüència de Ràdio Esport i emetent al 101.5 i al 99.9 de l'FM.
Des de finals de setembre de 2021 cada diumenge a les 19:30 hores s'emet el programa Agenda Plaza 2030 a La 8 Mediterráneo.
En setembre de 2022 es crea el producte informatiu Plaza Podcast, que recopila els continguts en format de podcast i audio que el grup genera per a les diferents capçaleres del grup.